# Opopaea sown
Espèce
Opopaea sown est une espèce d'araignées aranéomorphes de la famille des Oonopidae.

## Distribution
Cette espèce est endémique d'Australie. Elle se rencontre dans le Sud-Est du Queensland et le Nord-Est de la Nouvelle-Galles du Sud.

## Description
Le mâle holotype mesure 1,31 mm et la femelle 1,45 mm.

## Étymologie
Cette espèce est nommée en l'honneur de Save Our Waterways Now créé par Anne Jones.

## Publication originale
- Baehr, 2011 : Australian goblin spiders of the genus Opopaea Simon, part 1. The species of the IBISCA-Queensland project at Lamington National Park (Araneae: Oonopidae). Memoirs of the Queensland Museum Nature, vol. 55, no 2, p. 413-437 (texte intégral).